# Sciapus sachalinensis
Sciapus sachalinensis är en tvåvingeart som beskrevs av Negrobov och Igor Shamshev 1986. Sciapus sachalinensis ingår i släktet Sciapus och familjen styltflugor. Inga underarter finns listade i Catalogue of Life.